# آثار پارک هرسین
آثار پارک هرسین (۸۹- H) مربوط به دوره ساسانیان است و در هرسین، پارک قدیمی شهر واقع شده و این اثر در تاریخ ۲۴ فروردین ۱۳۸۲ با شمارهٔ ثبت ۸۱۶۸ به‌عنوان یکی از آثار ملی ایران به ثبت رسیده است.